# Kanton L’Île-Bouchard
Der Kanton L’Île-Bouchard war bis 2015 ein französischer Wahlkreis im Arrondissement Chinon, im Département Indre-et-Loire und in der Region Centre-Val de Loire; sein Hauptort war L’Île-Bouchard.
Der Kanton L’Île-Bouchard war 235,86 km² groß und hatte 7313 Einwohner (Stand: 2015).

## Gemeinden
Der Kanton umfasste Wahlberechtigte aus 15 Gemeinden:
| Gemeinde            | Einwohner Jahr | Fläche km² | Bevölkerungsdichte | Code INSEE | Postleitzahl |
| ------------------- | -------------- | ---------- | ------------------ | ---------- | ------------ |
| Anché               | 408 (2013)     | –          | – Einw./km²        | 37004      | 37500        |
| Avon-les-Roches     | 564 (2013)     | –          | – Einw./km²        | 37012      | 37220        |
| Brizay              | 314 (2013)     | –          | – Einw./km²        | 37040      | 37220        |
| Chezelles           | 128 (2013)     | –          | – Einw./km²        | 37071      | 37220        |
| Cravant-les-Côteaux | 715 (2013)     | –          | – Einw./km²        | 37089      | 37500        |
| Crissay-sur-Manse   | 107 (2013)     | –          | – Einw./km²        | 37090      | 37220        |
| Crouzilles          | 563 (2013)     | –          | – Einw./km²        | 37093      | 37220        |
| L’Île-Bouchard      | 1637 (2013)    | –          | – Einw./km²        | 37119      | 37220        |
| Panzoult            | 546 (2013)     | –          | – Einw./km²        | 37178      | 37220        |
| Parçay-sur-Vienne   | 651 (2013)     | –          | – Einw./km²        | 37180      | 37220        |
| Rilly-sur-Vienne    | 464 (2013)     | –          | – Einw./km²        | 37199      | 37220        |
| Sazilly             | 249 (2013)     | –          | – Einw./km²        | 37244      | 37220        |
| Tavant              | 261 (2013)     | –          | – Einw./km²        | 37255      | 37220        |
| Theneuil            | 313 (2013)     | –          | – Einw./km²        | 37256      | 37220        |
| Trogues             | 327 (2013)     | –          | – Einw./km²        | 37262      | 37220        |